# Olivier Faure
Olivier Faure (ur. 18 sierpnia 1968 w La Tronche) – francuski polityk, prawnik i działacz partyjny, poseł do Zgromadzenia Narodowego, pierwszy sekretarz Partii Socjalistycznej.

## Życiorys
Syn francuskiego urzędnika skarbowego oraz wietnamskiej pielęgniarki. Ukończył prawo gospodarcze na Uniwersytecie w Orleanie i nauki polityczne na Université Panthéon-Sorbonne.
W wieku 16 lat wstąpił do Partii Socjalistycznej. Był asystentem jednego z socjalistycznych posłów, a w latach 1997–2000 członkiem gabinetu politycznego minister pracy Martine Aubry. W 2000 został zastępcą dyrektora gabinetu pierwszego sekretarza François Hollande'a, a w 2007 sekretarzem generalnym klubu deputowanych partii.
W 2012 został wybrany na deputowanego do Zgromadzenia Narodowego z departamentu Sekwana i Marna. W 2017 z powodzeniem ubiegał się o reelekcję na kolejną kadencję. W 2014 objął funkcję rzecznika prasowego partii. W 2016, gdy Bruno Le Roux został powołany w skład rządu, przejął obowiązki przewodniczącego frakcji poselskiej socjalistów.
W marcu 2018 wygrał pierwszą turę prawyborów na pierwszego sekretarza PS. Po wycofaniu się jego kontrkandydata Stéphane’a Le Folla pozostał jedynym pretendentem do tej funkcji. 29 marca 2018 został ostatecznie wybrany na pierwszego sekretarza PS. Stanowisko to objął formalnie w kwietniu 2018 podczas partyjnego kongresu.
W 2022 i 2024 z ramienia lewicowej koalicji wyborczej po raz kolejny uzyskiwał mandat deputowanego.

## Wybrane publikacje
- Olivier Faure: Ségo, François, papa et moi. Paryż: Hachette Littératures, 2007, s. 224. ISBN 978-2-01-235969-7.
- Olivier Faure: Le bruit du tic tac. Paryż: Robert Laffont, 2001, s. 270. ISBN 978-2-221-09604-8.